# R-TYPE III
『R-TYPE III:THE THIRD LIGHTNING』（アールタイプ・スリー ザ・サード・ライトニング）は、1993年12月10日にアイレム株式会社（旧アイレム、現アピエス）から発売されたスーパーファミコン用横スクロール型シューティングゲームである。
「高密度戦術級暴力型シューティングゲーム」と銘打たれた『R』の正統なシリーズ第三弾となる作品である。開発は当時アイレムに吸収された子会社であったタムテックスのメンバーが担当。旧アイレムでは、最後に発売されたR-TYPEシリーズ作品である。
現在版権は、ゲーム事業を譲渡されたアイレムソフトウェアエンジニアリングが所有。日本国外市場向けのSNES版はジャレコから発売されている。

## 概要
本作は初代『R-TYPE』（1987年）の衝撃とインパクトには及ぶことができなかったものの、基本的なシステムを踏襲しつつ一作目の基本装備に加え、新兵装としてフォース2種（レーザー計6種）と2モードの強力な波動砲が追加されている。スーパーファミコン特有の拡大縮小機能なども取り入れ、ステージによっては縦スクロールや、バックスクロールと言った斬新な試みもなされている。また各ステージのボス撃破後は前2作にあったようなリザルト画面を介さず、直接リアルタイムで次のステージに移行するのも特徴の一つ。
敵弾が高速で激しいことが多いRシリーズにあって、本作は敵弾が低速で比較的少ないのも特徴であるが（ただし、2周目は高速の敵弾数、敵耐久値が増えて、難易度は極端に跳ね上がる）その代わり敵や障害物の配置が巧みでかつ終盤は耐久力の高い敵が多くなり、また各ステージに様々な罠や、ギミックが仕掛けられていることからも前作より続く「覚えゲー」的要素が非常に強く、あくまでRシリーズの硬派でストイックなテイストを継承した結果、2周目は前作のそれに迫る難易度に至っている。
ただし、その救済措置としてゲームオーバー時のコンティニュー回数は無制限となっており、ルートや配置記憶を開拓することで、初心者でも時間を掛ければいつかはクリアできるようになっている。

## ゲーム内容

### 配備兵装

#### R-9Ø（アールナイン・スラッシュ・ゼロ）
R-9の項目も参照。
本作『R-TYPE III』の自機。第三次バイドミッション(オペレーションコード-THE THIRD LIGHTNING )を完遂することを念頭に開発されたR-9直系最終型となる最新鋭の異層次元戦闘機で、コードネームは「ラグナロック」（RAGNAROK）・火星基地においてR-9Sのフレームを流用し、基礎設計段階から見直して新造された機体で、Rシリーズ内においても、類を見ない圧倒的なポテンシャルを持つ高出力戦闘機と言われている。しかし、同時に単体の機体コストが桁違いに高く量産性は一切視野に入れられていない。
主な機体概要（スペック）は、他のRシリーズの追随を許さない強力な2つの波動砲の搭載、3つのフォースデバイスを制御可能とする互換型コンダクタユニット、ハイパードライブ時の余剰エネルギーを再利用可能な「ストラグル・ビット」と目標追尾が可能な「エレクトロン・ミサイル」を標準装備している。また、内部機構は、ハイパードライブジェネレーターと推進コアジェネレーター（核融合エンジン）のツインジェネレーターで構成され、零式フィードバックシステム（オーバーロードチップ）、光速次元航行ブースターが、可変冷却式セミモノコックアーマーのボディに内蔵されている。
加えてコクピットには最新のサイバーインタフェース技術が取り入れられている。
これだけ見れば（作中当時では）高性能な機体であるが、このような噂もある。R-9カスタムにおいては、生身の肉体では相当堪える苛酷な環境での戦闘を可能とするため、パイロットの四肢を切断してパイロットユニットに直結させたことが知られているが、特にR-9Øの場合は、パイロットユニットに少女の肉体（体内時間年齢14歳程度）に幼体固定処理を施された23歳の女性（一部の資料にはスゥ＝スラスターとある
）を直結させていたというものである。この噂に対して軍は否定を続けているが、真相は明らかになっていない。また、作戦に参加したR-9Øに関しても行方がわかっていない。

#### 波動砲（WaveCannon）
ショットボタンを押し続けて充填したエネルギーにより、ボタンを離したときに高威力の攻撃を行うことができる、『R-TYPE』を象徴する兵装。
本作は『R-TYPE II』と同じく2段階のチャージ式を継承しているが、さらに2段階チャージの種類を「メガ波動砲」と「ハイパードライブモード」に切り替えることが可能となっている。前作や次作と違い、ゲージがたまるとすぐ次のゲージが進行する他、フルチャージ状態を永続的に保持可能という改善点がある。ただしチャージ中にショットモードを切り替えると、その時点で蓄積されたゲージは完全にリセットされる。
メガ波動砲
BEAMゲージを2ループチャージ（約4秒強）して解放すると、機体前方に収束貫通型の大型波動砲を撃つことができる。非常に高い破壊力を有し、敵や地形の全てを貫通する特性を持つため、ボス戦に限らず道中でも重宝する。耐久力のある敵に対しては通過（貫通）時間に比例したダメージを与える。敵機だけでなく通常の敵弾も破壊する特性を持つため、これを攻略上有効利用する機会は多い。また放出の瞬間には、（機体周囲の余剰エネルギーにより）側面や背後にも攻撃することが可能。
ハイパードライブシステム
モード切り替え後のHYPERゲージを2ループチャージし解放すると、前方に一瞬波動エネルギーを放散し、持続放出型のハイパー波動砲を約10秒間連射することが出来る。この連射波動砲は1ループチャージの波動砲と同様、着弾時の余波により周囲をも攻撃することが出来る。単発の威力こそメガ波動砲に及ばないが、通常より高威力の集中射撃が可能となるため、短時間内（短期決戦）における総合的な破壊力ではメガ波動砲を上回る。この特質を踏まえ、多くのボス戦や中時間の猛攻が続く箇所など使用のタイミングを見極めることで戦況をより有利に展開できる。また、この時ストラグル・ビットが1つ以上装備されていると、その余剰エネルギーを利用して機体周囲を高速で転回する攻防一体の支援が行われる。
ただし有効時間を過ぎると、ゲージの表示がHEATになり、チャージゲージの赤いバーがなくなるまでの約12秒弱間、波動砲をチャージすることが不可能となる（ショットやレーザーは発射可能）。冷却時間を終えると波動砲モードは強制的にBEAMに戻る。
ラウンドフォース選択時のみ、ショットボタン連打の状態をハードウェア的に保ち続けられればオーバーヒートに移行せずハイパードライブモードを持続させることが可能となる（ビットの回転は通常の発射可能時間が過ぎた時点で終了する）。
作中のR-9Øはハイパードライブ機構が完全に完成する前にタイムアウトになっており、一度使用すると機体がこれに耐えられずオーバーヒートすると言った問題を残したままとなっている。これをカバーするため、機体冷却用の解放式セミモノコックアーマーが設けられ、オーバーヒート後に強制冷却処置を取ることでこの問題を解決している。
『R-TYPE FINAL』で登場している「R-9Ø」は改良が施され、ハイパードライブモード起動後にオーバーヒートする欠点が克服された。さらにハイパー波動砲そのものの破壊力は健在であり、R-TYPEⅢと同等かそれ以上の威力をたたき出すことができるが、ハイパードライブ中に光の尾を引きながら回転するビットの防御範囲はⅢのものより狭く、メガ波動砲やシャドウ・フォース以外のフォースは使用できない。

#### フォース（Force）
本シリーズを攻略する上で最も重要な鍵を握っていると言っても過言ではない存在の兵器（詳しい概要は『R-TYPE』の項を参照）。各種レーザークリスタルを取得することで、後方より第1形態の小さなフォースが出現する。この段階ではレーザーを撃つことはできないが、続けてクリスタルを取得していくことで、第2形態、第3形態へと進化し、フォースはより大きく、より強力なレーザーを放つことが可能となる。
本作では、ゲーム開始時にプレイヤーは性能が違う3種類のフォースを選ぶことが可能となっている。本作には難易度設定はないが、選んだフォースの種類によって、攻撃力や使い勝手が変わるため、ゲームの攻略のしやすさが若干変わるようになっている。また、フォースはゲーム開始時しか選択できず、継続プレイや2周目ではフォースの再選択をすることはできない。
各フォースはそれぞれ3種の異なるレーザーを搭載しており、取得したレーザークリスタルの色に対応するレーザーのみ扱うことができる。各レーザーは排他選択であり、複数を同時に使用することはできない。
| フォース | フォース             | 機能・補助兵装                 | 分離時攻撃                     | 装着時攻撃（レーザークリスタル） | 装着時攻撃（レーザークリスタル） | 装着時攻撃（レーザークリスタル） |
| フォース | フォース             | 機能・補助兵装                 | 分離時攻撃                     | 赤                               | 青                               | 黄                               |
| -------- | -------------------- | ------------------------------ | ------------------------------ | -------------------------------- | -------------------------------- | -------------------------------- |
| TYPE-1   | ラウンド・フォース   |                                | 4-WAYブラスター                | 対空レーザー                     | 反射レーザー                     | 対地レーザー                     |
| TYPE-2   | シャドウ・フォース   | ラピッドリターンシステム       | オールレンジシャドウブラスター | リバースレーザー                 | オールレンジレーザー             | ガイドレーザー                   |
| TYPE-2   | シャドウ・フォース   | シャドウユニット               | オールレンジシャドウブラスター | リバースレーザー                 | オールレンジレーザー             | ガイドレーザー                   |
| TYPE-3   | サイクロン・フォース | アクティブコントロールシステム | サイクロンパワーアタック       | スルーレーザー                   | スプラッシュレーザー             | カプセルレーザー                 |
| TYPE-3   | サイクロン・フォース | サイクロニックビット           | サイクロンパワーアタック       | スルーレーザー                   | スプラッシュレーザー             | カプセルレーザー                 |

ラウンド・フォース
『R-TYPE』で登場したR-9が使用していたものと同型のフォース。やや旧式のフォースでエースパイロット向けという設定（ゲーム内でもフォース選択画面上で「FOR ACE PILOT USE」と記載されている）であるが、未だ現役で使用されており、豊富な実戦データと安定性の高さからパイロット達に最も信頼され、最高傑作の呼び声も高い。しかしながら新鋭のフォースと比較すると全ての点で見劣りしてしまうのは否めず、一部のエースパイロットが好んで使用するのみに留まっているのが現状である。
分離時は4-WAYブラスター射撃を行う。またゲーム中ではラウンドフォース選択時のみハイパードライブモードの性質が僅かに変化し、ショットボタンを連打し続けることで制限時間を超過してもオーバーヒートに移行せず波動砲を連射し続けることができる。
A.D.2235年9月ロールアウト。バイド係数2.29Bydo。コントロールユニットR-ROD MODEL2。
対空レーザー（赤）
フォース装着方向に直進レーザーを発射する。第2形態では2対の短いレーザー、第3形態では2本がそれぞれサインカーブを描きくねりながら突き進む。従来作品と同様にレーザー種の内で破壊力が高く、第3形態時では近距離での破壊力が高めになっている。ビット装備時にはビットから補助レーザーが発射される。
反射レーザー（青）
装着方向と上下斜め45°方向に3本の細いレーザーを撃つ。威力こそあまり期待できないが、直角に反射する特性を持ち、複雑な地形の存在するステージでは広範囲の敵に対して有効である。
対地レーザー（黄）
地形に沿う様に進む2本のレーザーを機体上下に撃つ。前方に照射できないため、使い勝手が悪く有効利用できる場所が限られる。前作同様に使い所の難しいレーザー。

シャドウ・フォース
通常、フォースの構造と媒体は、超束積高エネルギー生命体（バイドの切れ端）を用いて生成し製作されているものである。しかしこのフォースはバイド体を一切用いず、人類の持ち得るテクノロジーのみで新造された、完全人工の新型フォースである。ビット開発者達の研究の集大成とも言える代物で、機体とのフィードバック性能が非常に良い他、全体的に破壊力より融通性や利便性を優先した傾向がある。
即座に反応するラピッドリターン機構（フォースの呼び戻し速度が速い）や、全方位に攻撃可能なシャドウユニットと呼ばれる支援兵器（フォースとの合体時は自機から一定の間隔をおいて離れ、射線が方向入力と反対側に移動していく。分離時はフォースの側面に配置される）を2つ内蔵している。分離時は機体とフォースを結ぶ延長線上にオールレンジシャドウブラスター（射線が方向入力と反対側に移動していく攻撃。こちらの方がシャドウユニットより入力反応が速い）を行う。
A.D.2243年5月ロールアウト。バイド係数3.76Bydo。コントロールユニットNone。補助兵装シャドウユニット。
リバースレーザー（赤）
フォース装着方向と上下斜め45°方向に4本のレーザーを撃つ。斜め2本は途中で135°の方向転換をして装着方向と反対側に進んで行く。フォースをどちらに装備している場合も前後に攻撃可能なため非常に使い勝手は良いが、威力は若干低い。なお、反対に進むレーザーの方が威力が高く、第3形態時では一定間隔でリングを発生させるため上下の当たり判定の幅も広い。
オールレンジレーザー（青）
装着方向に2本、各シャドウユニットから1本ずつ、計4本の高威力レーザーを撃つ。機体の動きに合わせ、各ユニットの射角が変化することでほぼ360°全てに攻撃が可能。通常は攻撃が分散する上に連射性が良くないので使い勝手を悪く感じるが、ある程度フォースの扱いに慣れてくると、任意の射角調整も可能になる。また、機体を停滞させることでユニットが帰還し、4本全てのレーザーを前方に集中させることもでき、その際の秒間火力に優れる。
ガイドレーザー（黄）
対地レーザーの改良版で、装着方向に2本と上下に各1本の計4本の高速で地形を這うレーザーを撃つ。正面に発射されるレーザーは前方に障害物がある限り地形に沿い、障害物が途切れれば前方に直進する。高速で進むことと前方に攻撃が可能な点で「対地レーザー」よりは若干使い易い。

サイクロン・フォース
バイド体をエネルギー安定保持が可能な球体のゲル状に加工した後、バイド係数を大幅に引上げた状態のまま、中央に制御コアを埋め込み収束維持させているフォース。最もバイド係数が高く破壊力を極限まで優先させているが、実際は実用試験段階の途中でタイムアウトになったため、そのプロトタイプが配備されることとなった。
分離時は自ら攻撃は行わないが、代わりにフォースの周りにサイクロニックビットが展開しイオンリングを形成するため、広範囲の敵や敵弾を破壊することが出来る。また内蔵しているアクティブコントローラーにより、分離中のフォースの任意誘導（自機への合体を介さず、フォース操作ボタンで呼び戻し・引き離しを途中切り替え）が可能。
サイクロニックビットの色はすべて黄色だが、『R-TYPE FINAL』に登場する「サイクロン・フォース」のサイクロニックビットが青と黄なのは、青いゲル状のフォースから透けて見えるサイクロニックビットの色をスタッフが勘違いしたものと思われる。
ロールアウト未定（ProtoType）。バイド係数5.02Bydo。コントロールユニットR-CORE M-7。補助兵装サイクロニックビット。
スルーレーザー（赤）
フォース装着方向に楔状のレーザーを撃つ。地形を貫通する特性があるが、貫通させると威力・範囲が低減していき限界を超えると消滅に至る。第2形態ではレーザーが小さく地形の貫通効果はほぼないが、第3形態ではレーザーが大型化し地形の貫通特性を発揮できるようになる。メガ波動砲を使わずとも地形の裏に潜む敵へダメージを与えることが可能である一方、レーザーの進行速度が遅めで耐久力の高い対象物に対しては着弾時に消滅するため、多数のザコと入り混じる状況では若干不利となり易い。
スプラッシュレーザー（青）
装着方向へ放射状にレーザーを撃つ。地形や敵に命中すると円弧状に爆散し、爆風にも攻撃力がある。第2形態では上下2方向、第3形態では正面と上下それぞれ2方向の計5方向まで同時発射が可能となる。
カプセルレーザー（黄）
装着方向に、一定時間レーザーを間断なく連射し続ける特殊なエネルギーカプセルを設置できる。エネルギーカプセルは第2形態では画面内に同時に1つ、第3形態では画面内に同時に2つまで設置できる。少々癖があり扱い難いが、単体では全9種のレーザーで最高の破壊力を有している。また、エネルギーカプセルには敵弾を吸収する能力がある。ビット装備時にはビットからサーチレーザー（敵と縦方向の軸が合うと、その方向へ直角に折れ曲がって行く）が発射される。

#### 補助兵装
スピードユニット
自機の移動速度を一段階上げる。最大で5段階まで上昇。
ストラグル・ビット
通常時でも様々なタイプの敵弾を消去でき、ハイパードライブ時には通常弾も消去するなど、本作では利用価値が非常に高い。アイテムの出現数も多めである。機体の上下に最大で2つまで装備可能で、アイテムを1つ取ると自機上側に装備され、その状態でもう1つ取得すると自機下側に装備される。
エレクトロン・ミサイル
追尾性の光子魚雷。2発の誘導（追尾）ミサイルを発射する。2つ取ると発射間隔が短くなる。前2作と違い実体のない光点になっている。波動砲をチャージしている間も一定間隔で射出される。

## 設定
『R-TYPE II』以前はバイド帝国との戦いというストーリーであったが、以降に発行されたアイレムの会報誌やサウンドトラックの冊子にはバイドについてや自機についての肉付けがされており、本作でそれらの設定がゲーム本編で描かれる形となった。

### ストーリー
バイドとの激しい戦闘から幾年が過ぎた。人類は幾度も敵勢力の侵攻を食い止めてきたが、バイドは更なる脅威として進化を遂げ、人類の前へと再び姿を現した。その進化は人類の想像を遥かに超え、バイドとの戦闘により太陽系外周警備艦隊は全滅に追いやられる。
そして人類はついに決断を下す。空間座標θ3681119・銀河系中心域に存在する「マザーバイドセントラルボディ」、バイド中枢部への直接攻撃指令。それはすなわちバイドとの最終決戦を意味していた。
西暦2245年（現在の公式年表では2169年に設定変更されている）、第三次バイドミッション、オペレーションコード「THE THIRD LIGHTNING」が発動。人類が持つあらゆるテクノロジーを結集させた最新鋭R戦闘機、「R-9Ø」が空間転送砲で目標へ向けて射出された。北欧神話に伝わる終末の日、「ラグナロック」の名を与えられた最強最後のR-9が今、決戦の地へと向かう。

### ステージ構成
| 面 | ステージ                     | 解説 | ボス |
| -- | ---------------------------- | --- | --- |
| 1  | 次元カタパルト               | すでに破壊されていた次元カタパルト上で、配備されていた機動兵器が牙をむく。地形となるカタパルトのフレームに設置されている推進器自体は生きており、時折推進器が作動しフィールドが動くことがある。X軸回転する柱状の背景オブジェクトなど、スーパーファミコンの機能を駆使した演出に力が入れられている。 | GUARD-RAY（ガドレイ）                                                                                        |
| 2  | アシド・クリーチャー         | 腐敗し死に逝く超大型の異次元幻獣の体内が舞台であり、無数に降り注ぐ強酸性の消化液が地形を溶解していく。グロテスクな生物型バイドや肉腫が混在し、侵入者を絡め取ろうと蠢く。まさにR-TYPEの真骨頂ともいえるステージであり、ステージ半ばでは、消化液を巧く利用しなければ進めない箇所がある。 | ネクロゾウル                                                                                                 |
| 3  | 重金属回廊                   | 金属部品で囲まれた洞窟が舞台。このステージは、Uの字のような構成になっており、スクロールが斜め下、水平、斜め上と変わりながら進行する。 | コース・グラブ                                                                                               |
| 4  | ファイアキャスクファクトリー | バイド空間に取り込まれた完全自動兵器工房を進む。このステージは、分岐する地形に沿って流れる炎の塊が高速で流れてくる難関がある。「ゲートキーパー」と通称される中ボス“リクジオネータ”が存在し、撃破後は前述した難関を逆走することになる。 | 幻獣666（げんじゅうトリプルシクス）                                                                          |
| 5  | バイオニクス・ラボ           | 生体汚染された有機質兵器研究所が舞台。DNAが金属部品と融合した「メタ･ウェポノイド」と呼ばれる物体が、ステージ内にあるブロックなどに擬態し待ち構える。ボスである“ファントム・セル”は『II』までに登場したボスに何度か擬態し、最終的には再び本来の姿に戻り襲い掛かる。 | ファントム・セル ドブケラドプス・アルビノ ライオス（エアボーンアサルト） ダース・ゴマンダー ガン・ダッチマン |
| 6  | 電界25次元                   | 最終ステージ。異層次元へ通じるワームホールが終始漂い続け、地形が消失と実体化を繰返す虚数空間（説明書では無としている）が主な戦闘の舞台。磁場のねじ曲げられた空間と地形が存在し、ワームホールから次々と敵が出現する。耐久力の高い敵が多数出現するため、2段階チャージで破壊するかやり過すかの瞬時の処理判断が明暗を分けることになる。なお、ワームホール上に重なれば、敵が出てこない間は地形の影響を受けずに済む。ワームホールの終着点に存在する中ボス“セントラルボディ”の4つのコアを破壊すると、異層次元での最後の戦いが幕を開ける。 | マザーバイド                                                                                                 |

※なお、真のエンディングを見るためには、2周目（6＋6の計12ステージ）をクリアしなくてはならない。2周目は敵機の耐久値が上がり、それに加えて敵弾の速さと数が増加される。また、一部の敵とボス・地形に関してカラー等が変更されている。

### 『R』の系譜
ゲームソフトにはR戦闘機の系譜らしき色紙が付属している。書かれている機体は、R-9、R-9CUSTOM、R-9 LEO、R-11（GALLOPの機体）、R-9S、R-9Ø。
それによるとR-9Øは、R-9Sのフレームを流用したR-9CUSTOM(R-9C)のアッパーバージョン及び直系機であることが記されている（R-9CUSTOMとR-11は書かれている機体中、最もサイズダウンされた機体である）。
| R-9 ━━ R-9A2 ━‥ ┃ ┃ ┃ ┃ ┃ ： ： ┃ ┣━ R-9CUSTOM ━ R-9S ━━ R-9Ø ━…‥ ┗…… R-9Leo ━━…‥ ┗… (RX-10)…R-11 ━━…‥ |

### 用語
バイド
作戦の殲滅対象となっている超束積高エネルギー生命体の総称。フォースの触媒としても用いられている。
自己増殖を繰り返しながら多様に進化していく特性を持つ。詳しくは『R-TYPE』の項を参照。
バイド係数
バイドエネルギーとも呼ばれるフォースの出力の度合を示す値。出力が高いほど直接的な破壊力やレーザーが強力となるが、これがある一定の臨界点を超えると暴走し制御不能となるため、人類のテクノロジーで制御可能な限界値が存在すると考えられていた。
『R-TYPE Δ』『R-TYPE FINAL』によると、軍はRX-12の開発過程で初めて制御限界値を超える域でのエネルギー安定に成功、以降開発されたR-13は、出力の制約上有線制御を余儀なくされたものの、高バイド係数を備える新型フォースの配備を可能としていた。
異層次元航法推進システム
『R』シリーズの戦闘機に標準装備されている次元隔壁を跳躍するシステム、またはその技術。『R』シリーズが「異層次元戦闘機」と言われる所以は、このシステムの内蔵によって文字通り通常空間・亜空間・虚数空間、及び異層次元を行き来することを可能としていることにある。また、波動エネルギーを収束させる特殊な力場形成にもこの技術が応用されている。
『R-TYPE FINAL』では、前述の次元跳躍を含む「空間移動」に加え、同時間軸での「時間移動」が可能であることも判明している。

## 他機種版
| No. | タイトル                                               | 発売日                                     | 対応機種               | 開発元           | 発売元                           | メディア                            | 型式                      | 売上本数 | 備考                             |
| --- | ------------------------------------------------------ | ------------------------------------------ | ---------------------- | ---------------- | -------------------------------- | ----------------------------------- | ------------------------- | -------- | -------------------------------- |
| 1   | R-TYPE III THE THIRD LIGHTNING                         | 2004年3月26日 PAL 2004年11月19日           | ゲームボーイアドバンス | Raylight Studios | Destination Software Zoo Digital | ロムカセット                        | AGB-BR3E-USA AGB-BR3P-EUR | -        |                                  |
| 2   | R-TYPE III THE THIRD LIGHTNING                         | 2006年12月26日 2007年1月15日 2007年2月15日 | Wii                    | アイレム         | アイレム ジャレコ アイレム       | ダウンロード (バーチャルコンソール) | -                         | -        | 2012年3月30日配信終了            |
| 3   | R-TYPE III & スーパーR-TYPE 16ビットゲームカートリッジ | 2018年8月23日                              | レトロデュオ           | アイレム         | JNNEX                            | ロムカセット                        | -                         | -        | 『SUPER R-TYPE』とのカップリング |

### ゲームボーイアドバンス版
外注（DSI Games/Raylight Studios）によるゲームボーイアドバンス移植版。アメリカなどの海外市場向けの製品で、日本国内では販売されていない。グラフィック面だけはスーパーファミコン版に見劣りしないレベルの再現度であるが、各所に明らかな相違点（下記参照）がありゲーム性が著しく変化しているほか、BGMはハードウェア的な制約を差し引いても貧相なもので、全体的な移植度は低い。
- SFC版に比べてメガ波動砲の当り判定が小さく、発生時間も短い
- チャージ時の2ループ目の減速が無く、メガ波動砲やハイパー波動砲の使用が格段に容易
- フォースの挙動が異なる（POWアーマーを倒した後に画面左から飛んでくる際のスピードが明らかに速いなど）
- ボスはコア（弱点）を露出した時以外の攻撃ではダメージを与える事が出来ない
- 敵キャラクターの出現パターンが異なり、差替えられたキャラクターも存在する
- 一部の演出がカットされている

特にボスのコアに関した変更による影響は強く、SFC版に比べて更に高難易度のゲームになっている。

### バーチャルコンソール版
2006年12月26日から、Wiiのバーチャルコンソールで配信が開始された。ゲームの内容はSFC版に準じており、移植度は概ね良好である。ただし水色の発色が悪く蛍光色のようになっており、ドット絵の細かい描き込みが潰れてしまっている。2012年3月30日をもって配信が終了された。

### レトロデュオ版
『SUPER R-TYPE』との2in1になった、ファミリーコンピュータ及びスーパーファミコン互換機のレトロデュオ用のカートリッジ。アイレムから許諾を受けた上で製造されたものだが、スーパーファミコンのメーカーである任天堂のライセンス商品ではなく、更に発売元からは全ての互換機での動作も保証するものではないとされている。

## スタッフ
- プロデューサー：H.SAITOH
- 企画：みやたけんご
- プログラマー：
  - メインプログラム、ステージ1・4・6：Y.KUMITE
  - ステージ2・3・5、オープニング、エンディング、フォースセレクト：Y.SUZUKI
  - サウンド・エンジニア：H.SAITOH
  - ツール・サポート：やましたひかる
- グラフィック・デザイナー： 
  - ステージ1 - 5、ボス1・2・5・6、フォースセレクトBG：大舘隆幸
  - ステージオブジェクト1 - 5、ボス3・4・5：K.SATO
  - ステージBG6、ステージオブジェクト1・6、エンディング：T.SAITOH
  - タイトル、R-9ZERO、システムグラフィック：みやたけんご
- 作曲、サウンドエフェクト：御守郁子
- エグゼクティブ・プロデューサー：MOTO.（吉岡基行）
- ディレクター：みやたけんご

## 評価
ゲーム誌『ファミコン通信』の「クロスレビュー」では、8・6・7・8の合計29点（満40点）、『ファミリーコンピュータMagazine』の読者投票による「ゲーム通信簿」での評価は以下の通りとなっており、22.0点（満30点）となっている。
| 項目 | キャラクタ | 音楽 | お買得度 | 操作性 | 熱中度 | オリジナリティ | 総合 |
| 得点 | 4.0        | 3.6  | 3.3      | 3.8    | 3.8    | 3.5            | 22.0 |